# Sirumugai
Sirumugai là một thị xã panchayat của quận Coimbatore thuộc bang Tamil Nadu, Ấn Độ.

## Địa lý
Sirumugai có vị trí 11°20′B 77°01′Đ / 11,33°B 77,02°Đ Nó có độ cao trung bình là 292 mét (958 feet).

## Nhân khẩu
Theo điều tra dân số năm 2001 của Ấn Độ, Sirumugai có dân số 19.475 người. Phái nam chiếm 51% tổng số dân và phái nữ chiếm 49%. Sirumugai có tỷ lệ 70% biết đọc biết viết, cao hơn tỷ lệ trung bình toàn quốc là 59,5%: tỷ lệ cho phái nam là 76%, và tỷ lệ cho phái nữ là 63%. Tại Sirumugai, 9% dân số nhỏ hơn 6 tuổi.